# 午夜图书馆
《午夜图书馆》是由英国作家马特·海格所作的一本奇幻小说，英文版本在2020年8月13日出版 。本书位列2020年Goodreads最佳虚构小说推荐榜榜首。 

## 内容简介
本书主角三十五岁的诺拉（Nora Seed）觉得自己的生活充满遗憾与不如意，决定自我了断。尝试自杀的当晚，诺拉来到了午夜图书馆，生与死的边界。在这里，每本书代表着另一种人生，诺拉得到了体验不同生活的机会。